# Daniel Nagin
Daniel S. Nagin (* 1948) ist ein US-amerikanischer Politikwissenschaftler und Kriminologe, der seine akademische Ausbildung an der Carnegie Mellon University in Pittsburgh erhielt und dort als Professor lehrt. Im Jahr 2021 amtiert er als Präsident der American Society of Criminology (ASC).
Nagin machte im Jahr 1971 sowohl das Bachelor- als auch das Master-Examen an der Carnegie Mellon University und wurde dort 1976 zum Ph.D. promoviert (Urban and Public Affairs). Von 1976 bis 1978 war er Assistant Professor am Institute of Policy Sciences and Public Affairs an der Duke University und im darauffolgenden Jahr Senior Associate bei der Firma Cambridge Systematics. Danach kehrte er 1979 als Associate Professor an die Carnegie Mellon University zurück, unterbrach diese Tätigkeit für fünf Jahre und arbeitete beim Pennsylvania Department of Revenue, und war dann wieder Associate Professor an seiner Hochschule. Seit 1990 ist er dort Professor, seit 1999 Teresa And H. John Heinz III University Professor Of Public Policy And Statistics. Zugleich ist er seit 2005 Adjunct Professor für Psychologie an der University of Pittsburgh.
Seine Forschungsschwerpunkte sind die Entwicklung von kriminellem und antisozialem Verhalten im Laufe des Lebens (Entwicklungskriminologie), die abschreckende Wirkung von strafrechtlichen und nicht-strafrechtlichen Sanktionen sowie die Entwicklung von statistischen Methoden zur Analyse von Längsschnittdaten.
Für seine Forschungen wurde Nagin 2014 mit dem Stockholm Prize in Criminology ausgezeichnet. 2017 erhielt er den NAS Award for Scientific Reviewing. 2023 wurde er in die American Academy of Arts and Sciences gewählt, 2025 zum Mitglied der National Academy of Sciences.